# مطار أيغن ايم إنستال العسكري
مطار أيغن ايم إنستال العسكري ((بالألمانية: Militärflugplatz Aigen im Ennstal)‏, (إيكاو: LOXA)) هو مطار عسكري يقع 1 كيلومتر (0.62 ميل) غرب مدينة أيغن ايم إنستال في محافظة شتايرمارك النمساوية ويستخدم من قبل الجيش النمساوي. تم افتتاح مطار أيغن ايم إنستال العسكري في عام 1937 لكنه اغلق بشكل مؤقت في عام 1945.

## روابط خارجية
- Airport record for Military Airport Aigen im Ennstal at Landings.com
- حالة الطقس في مطار أيغن ايم إنستال العسكري.